# ام‌القنفیذ
ام‌القنفیذ یک منطقهٔ مسکونی در اردن است که در استان امان واقع شده‌است.